# 안젤로 오그본나
안젤로 오빈제 오그본나(이탈리아어: Angelo Obinze Ogbonna, 1988년 5월 23일, 프로시노네현 카시노 ~ )는 이탈리아의 나이지리아계 축구 선수로, 왓퍼드 FC와 이탈리아 축구 국가대표팀에서 중앙 수비수로 뛰고 있다.

## 클럽 경력
카시노에서 태어난 오그본나는 토리노의 스카우트들에게 주목 받았고, 후에 그라나타 유스팀과 계약했다. 그는 2007년 2월 11일에 세리에 A 데뷔전을 치렀다. 그는 2007-08 시즌을 세리에 C1 팀 크로토네로 임대를 보내졌다.
2008-09 시즌, 오그본나는 토리노로 돌아와 주전 선수들인 체사레 나탈리와 마르코 디 로레토의 후보 선수로 뛰었다. 2013년 7월 11일 오그본나는 유벤투스 FC로 이적료 13,000,000 유로에 5년 계약을 맺으며 이적했다.